# 1960

## Събития
- 1 януари – Провъзгласена е независима Република Камерун.
- 6 януари – Самолетът при полет 2511 на „Нешънъл Еърлайнс“ е унищожен във въздуха от бомба, докато е на път от Ню Йорк за Маями.
- 21 януари – Самолетът при полет 671 на „Авианка“ се разбива при кацане в  Монтего Бей, Ямайка и убива 37 от общо 46 пътници и екипаж на борда на машината.
- 22 май – Чилийско земетресение, земетресението с най-голям измерен магнитуд (9,5).
- 29 август – Самолетът при полет 343 на „Ер Франс“ се разбива в Атлантическия океан при опит за кацане в Дакар, Сенегал и убива всички 63 души на борда.
- 1 октомври – Провъзгласена е независимостта на Кипър.
- 16 декември – Самолетите на при полет 826 на „Юнайтед Еърлайнс“ и полет 266 на „Транс Уърлд Еърлайнс“, се сблъскват във въздуха над Стейтън Айлънд, Ню Йорк и се разбиват, като убиват всички 128 души на борда на двете машини и още 6 на земята.
- Излиза филмът Роко и неговите братя на режисьора Лукино Висконти.
- Роден е настоящият император на Япония Акихито (125-и поред)

## Родени
- Светлозар Лисичков, български скулптор
- Лоик Вакан, френски социолог
- Майкъл Харт, американски политолог
- Михал Котман, словашки дипломат
- 1 януари – Алексей Въжманавин, руски шахматист († 2000 г.)
- 4 януари – Майкъл Стайп, американски музикант
- 5 януари – Ваня Кастрева, български учител и заместник-министър на образованието и науката в две правителства
- 10 януари – Георги Глушков, български баскетболист
- 14 януари – Веселин Койчев, български джаз-музикант
- 22 януари – Майкъл Хъчънс, австралийски певец († 1997 г.)
- 31 януари – Желко Щуранович, черногорски политик († 2014 г.)
- 13 февруари – Пиерлуиджи Колина, италиански футболен съдия
- 14 февруари – Свами Ниранджанананда, индийски гуру
- 15 февруари – Алеко Кюркчиев, български политик
- 19 февруари – Хелън Фийлдинг, английска писателка
- 20 февруари – Кий Марсело, шведски роккитарист
- 21 февруари – Пламен Орешарски, български финансист и политик
- 24 февруари – Валери Цеков, български политик
- 7 март – Иван Лендъл, чешки тенисист
- 10 март – Венета Рангелова, българска певица
- 13 март
  - Хироши Масуока, японски рали пилот
  - Адам Клейтън, британски музикант
- 21 март
  - Аертон Сена, бразилски пилот от Формула 1 († 1994 г.)
  - Зденка Тодорова, журналист, писател и правозащитник
- 29 март – Юлий Буркин, руски писател
- 30 март – Пламен Липенски, български футболист
- 6 април
  - Алберт Сарканис, латвийски дипломат
  - Ваня Гешева, българска състезателка по кану-каяк
- 14 април – Брад Гарет, американски актьор
- 15 април – Тони Джоунс, английски играч на снукър
- 16 април – Рафаел Бенитес, испански треньор
- 22 април – Март Лаар, естонски политик
- 23 април – Стив Кларк, британски рок музикант († 1991 г.)
- 29 април – Робърт Сойер, канадски писател
- 6 май – Ан Парийо, френска киноактриса
- 8 май – Франко Барези, италиански футболист
- 10 май – Боно, ирландски музикант
- 23 май
  - Асен Златев, български щангист
  - Стилиян Йотов, български философ
- 24 май – Миглена Тачева, български политик
- 6 юни – Стив Вай, американски музикант
- 9 юни – Нако Дойчев, български футболист
- 14 юни
  - Крум Савов, български спортен журналист
  - Манол Генов, български политик и икономист
- 16 юни – Михаил Миков, български политик
- 29 юни – Кевин Ширли, южноафрикански музикален продуцент
- 4 юли – Роланд Ратценбергер, австрийски пилот от Формула 1 († 1994 г.)
- 10 юли – Сет Годин, маркетинг специалист
- 12 юли – Ивайло Маринов, български боксьор
- 15 юли
  - Александър Донев, български музикант
  - Ана Харламенко, молдовски политик и журналист
- 17 юли – Младен Радков, български футболист
- 22 юли – Алисън Пиърсън, британска писателка
- 3 август – Татяна Янчева, българска психоложка
- 7 август – Дейвид Духовни, американски актьор
- 10 август
  - Антонио Бандерас, испански актьор
  - Емануил Йорданов, български политик
- 11 август – Деян Енев, български писател
- 13 август – Фил Тейлър, английски професионален играч на дартс
- 14 август – Сара Брайтмън, британска певица
- 16 август – Росен Барчовски, български баскетболист
- 17 август – Шон Пен, американски актьор
- 26 август – Емануел Икономов, български писател
- 30 август – Хасан Насрала, шиитски духовен водач, генерален секретар на „Хизбула“
- 10 септември – Колин Фърт, британски актьор
- 12 септември – Петър Лесов, български боксьор и треньор по бокс
- 17 септември – Деймън Хил, британски пилот от Формула 1
- 18 септември – Карим Рашид, дизайнер
- 19 септември – Теодора Димова, българска писателка и драматург
- 25 септември – Игор Беланов, украински футболист
- 2 октомври – Фият Цаноски, политик от Република Македония
- 5 октомври – Даниъл Болдуин, американски актьор
- 7 октомври
  - Теди Москов, български режисьор
  - Виктор Лазло, френско-белгийска певица, актриса и писателка
- 12 октомври – Алексей Кудрин, руски политик
- 18 октомври – Жан-Клод Ван Дам, белгийски спортист по бойни изкуства и актьор
- 20 октомври – Лепа Брена, югославска певица
- 24 октомври – Любе Бошкоски, политик от Република Македония
- 25 октомври – Освалдо Риос, пуерторикански актьор и музикант
- 29 октомври – Агим Чеку, премиер на Косово
- 30 октомври – Диего Марадона, аржентински футболист († 2020 г.)
- 4 ноември – Благой Блангев, български футболист
- 5 ноември – Тилда Суинтън, шотландска актриса
- 11 ноември – Стенли Тучи, американски актьор
- 19 ноември
  - Мат Соръм, американски барабанист
  - Ян Конефке, немски писател
- 25 ноември – Джон Кенеди-младши, американски журналист, адвокат, син на президента Кенеди († 1999 г.)
- 27 ноември – Юлия Тимошенко, украински политик
- 30 ноември – Гари Линекер, английски футболист
- 1 декември – Керъл Алт, американски модел и актриса
- 2 декември – Милена Живкова, българска актриса
- 3 декември – Джулиан Мур, американска актриса
- 14 декември – Крис Уодъл, английски футболист
- 22 декември – Фелицитас Хопе, немска писателка
- 24 декември
  - Марио Събев, български музикант († 2019 г.)
  - Лютви Местан, депутат от ДПС
- 26 декември – Ники Кънчев, български телевизионен водещ

## Починали
- 3 януари – Виктор Шьострьом, шведски режисьор и актьор (р. 1879 г.)
- 11 януари – Сергей Рубинщейн, съветски психолог (р. 1889 г.)
- 17 януари – Ичко Бойчев, български революционер (р. 1882 г.)
- 7 февруари – Игор Курчатов, руски физик (р. 1903 г.)
- 12 февруари – Недялко Атанасов, български политик (р. 1881 г.)
- 23 февруари – Александър Алберт Маунтбатън, маркиз на Карисбрук (р. 1886 г.)
- 9 март – Ценко Цветанов, български писател и библиограф (р. 1904 г.)
- 13 март – Луи Вагнер, френски автомобилен състезател (р. 1882 г.)
- 20 април – Ксения Александровна, велика руска княгиня (р. 1875 г.)
- 26 април – Страшимир Димитров, български геолог (р. 1892 г.)
- 8 май – Хюго Алфвен, шведски композитор (р. 1872 г.)
- 20 май – Никола Михайлов, български художник (р. 1876 г.)
- 30 май – Борис Пастернак, руски писател, лауреат на Нобелова награда за литература през 1958 г. (р. 1890 г.)
- 9 юни – Семьон Лавочкин, авиоконструктор (р. 1900 г.)
- 14 юни – Ана Паукер, румънски политик (р. 1893 г.)
- 17 юни – Пиер Рьоверди, френски поет (р. 1889 г.)
- 8 юли – Анхел Кабрера, испански зоолог (р. 1879 г.)
- 27 юли
  - Георги Кьосеиванов, български политик (р. 1884 г.)
  - Етел Лилиан Войнич, британска писателка (р. 1864 г.)
- 29 август – Вики Баум, австрийска писателка (р. 1888 г.)
- 8 септември – Фероз Ганди, индийски политик и журналист (р. 1912 г.)
- 22 септември
  - Тодор Попадамов, български революционер (р. 1883 г.)
  - Мелани Клайн, австрийско-британска психоаналитичка (р. 1882 г.)
- 24 септември – Владимир Димитров – Майстора, български живописец (р. 1882 г.)
- 6 октомври – Николай Лилиев, български поет (р. 1885 г.)
- 12 октомври – Инеджиро Асанума, японски социалист (р. 1898 г.)
- 20 октомври – Иван Данчов, български лексикограф (р. 1888 г.)
- 24 октомври – Митрофан Неделин, маршал от Съветската армия (р. 1902 г.)
- 24 ноември – Олга Александровна, велика руска княгиня (р. 1882 г.)
- 26 ноември – Гоце Тенчов, български лекар (р. 1906 г.)
- 6 декември – Димитър Хаджилиев, български писател (р. 1895 г.)

## Нобелови награди
- Физика – Доналд Глейзър
- Химия – Уилърд Либи
- Физиология или медицина – Макфарлейн Бърнет, Питър Медауар
- Литература – Сен-Джон Перс
- Мир – Албърт Лутули